# David Rasche
David Rasche (* 7. August 1944 in St. Louis, Missouri) ist ein US-amerikanischer Schauspieler.

## Leben
Geboren in St. Louis und aufgewachsen in Illinois, graduierte Rasche – dessen Name auf Englisch Raschi ausgesprochen wird – auf dem Elmhurst College und der University of Chicago.
David Rasche begann seine Karriere am Theater, hat aber auch in zahlreichen Spielfilmen und Fernsehserien mitgespielt. Nach John Belushis Wechsel zu Saturday Night Live wurde Rasche ein Mitglied der Theatergruppe The Second City in Chicago.
Rasche spielte – kaum erkennbar – einen Atomterroristen in dem Fernsehfilm Special Bulletin aus dem Jahre 1983. Seine bei weitem bekannteste Rolle war die Titelrolle in der Fernsehserie Sledge Hammer! in den späten 1980ern. Die Darstellung eines gewalttätigen und chauvinistischen Polizisten brachte ihm begeisterte Kritiken ein.
Bekannte Spielfilme, in denen Rasche mitwirkte, sind unter anderem Voll verheiratet, Flug 93, The Sentinel – Wem kannst du trauen?, Flags of Our Fathers, Burn After Reading – Wer verbrennt sich hier die Finger? und Men in Black III.
Rasche ist mit Heather Lupton verheiratet, mit der er drei Kinder hat, und die in der Serie Sledge Hammer einen Gastauftritt als Hammers Ex-Frau hatte.

## Filmografie (Auswahl)
- 1977: Mike Andros – Reporter der Großstadt (The Andros Targets, Fernsehserie)
- 1979: Manhattan
- 1980: Sag mir, was Du willst (Just Tell Me What You Want)
- 1981: Da steht der ganze Freeway Kopf (Honky Tonk Freeway)
- 1981: Ryan’s Hope (Fernsehserie)
- 1982: Tödliche Abrechnung (Fighting Back)
- 1983: Special Bulletin (Fernsehfilm)
- 1984: Angriff ist die beste Verteidigung (Best Defense)
- 1985: Codename: Foxfire (Code Name: Foxfire)
- 1985: Miami Vice (Fernsehserie)
- 1986: Die City-Cobra (Cobra)
- 1986: Native Son
- 1986–1988: Sledge Hammer! (Fernsehserie)
- 1987: Made in Heaven
- 1987: Ray’s Male Heterosexual Dance Hall (Kurzfilm)
- 1988: Secret Witness (Fernsehfilm)
- 1989: Tanz der Hexen (Wicked Stepmother)
- 1989: Von Bullen aufs Kreuz gelegt (An Innocent Man)
- 1990: Ärger mit Eduard (Masters of Menace)
- 1990: Mörderischer Schatten (Silhouette)
- 1991: Bingo – Kuck mal, wer da bellt! (Bingo)
- 1991: Jack allein im Serienwahn (Delirious)
- 1992: L.A. Law – Staranwälte, Tricks, Prozesse (L.A. Law, Fernsehserie)
- 1992: Hallo Schwester! (Nurses) (Fernsehserie, ab Staffel 2)
- 1993: Twenty Bucks – Geld stinkt nicht oder doch? (Twenty Bucks)
- 1993: Der Konzern (Barbarians at the Gate) (Fernsehfilm)
- 1993: Partners (Kurzfilm)
- 1994: Bigfoot – Mein großer Freund (Bigfoot: The Unforgettable Encounter)
- 1994: Hart aber herzlich – Alte Freunde sterben nie (Hart to Hart: Old Friends Never Die, Fernsehfilm)
- 1994: Eine Million für Juan (A Million to Juan)
- 1995: Lieberman in Love (Kurzfilm)
- 1995: Signs and Wonders (Fernsehfilm)
- 1995: McKenzie und der Tod eines Showstars (A Perry Mason Mystery: The Case of the Jealous Jokester, Fernsehfilm)
- 1995: Magic Orky – Mein Freund, das Monster (Magic in the Water)
- 1995: Dead Weekend (Fernsehfilm)
- 1995: Aliens, Akkordeons und jede Menge Ärger (Out There)
- 1995–1996: High Society (Fernsehserie)
- 1996: Mr. Traffic (Pie in the Sky)
- 1997: Noch einmal mit Gefühl (That Old Feeling)
- 1997: Columbo: Keine Spur ist sicher (A Trace of Murder, Fernsehreihe)
- 1998: Mein Uropa, der Held (Tourist Trap, Fernsehfilm)
- 1998: Just Shoot Me – Redaktion durchgeknipst (Just Shoot Me!)
- 1999: Todsichere Geschäfte (The Settlement)
- 1999: Friends & Lovers
- 1999: Logan – Im Hotel des Todes (Hard Time: Hostage Hotel, Fernsehfilm)
- 1999: Der große Mackenzie (The Big Tease)
- 2000: Susan (Suddenly Susan, Fernsehserie)
- 2000–2001: DAG (Fernsehserie)
- 2002: Teddy Bears’ Picnic
- 2002: Die göttlichen Geheimnisse der Ya-Ya-Schwestern (Divine Secrets of the Ya-Ya Sisterhood)
- 2002: Providence (Fernsehserie)
- 2003: Voll verheiratet (Just Married)
- 2003: Malcolm mittendrin (Malcolm in the Middle, Fernsehserie, Folge 4x09 Grandma Sues)
- 2003: Monk (Fernsehserie)
- 2004: Las Vegas (Fernsehserie)
- 2004: Off the Lip
- 2005: Perception
- 2006: The Sentinel – Wem kannst du trauen? (The Sentinel)
- 2006: Flug 93 (United 93)
- 2006: Flags of Our Fathers
- 2007: Das Mädchen im Park (Girl in the Park)
- 2008: All My Children (Fernsehserie)
- 2008: Burn After Reading – Wer verbrennt sich hier die Finger? (Burn After Reading)
- 2009: Peter and Vandy
- 2009: Kabinett außer Kontrolle (In The Loop)
- 2009: Law & Order (Fernsehserie, Folge 19x17 Was von Taten übrig blieb)
- 2009: Alles Betty! (Ugly Betty, Fernsehserie, 4 Folgen)
- 2011: Bored to Death (Fernsehserie)
- 2011: Die verlorene Zeit
- 2012: Men in Black 3
- 2012: Der Fall Wilhelm Reich
- 2013: Kill Your Darlings – Junge Wilde (Kill Your Darlings)
- 2013: The Big Wedding
- 2013–2016: Veep – Die Vizepräsidentin (Veep, Fernsehserie, 7 Folgen)
- 2014: Blue Bloods – Crime Scene New York (Fernsehserie, 1 Folge)
- 2014: Black Box (Fernsehserie, 2 Folgen)
- 2015–2016: Impastor (Fernsehserie, 20 Folgen)
- 2018–2023: Succession (Fernsehserie, 28 Folgen)
- 2019: Swallow
- 2021: The Good House
- 2023: Und dann kam Dad
- 2025: Dying for Sex (Miniserie)